# جورج بيبلز
جورج بيبلز (بالإنجليزية: George Peeples)‏ مواليد 30 أكتوبر 1943 في جورجيا، هو لاعب كرة سلة أمريكي سابق. بدأ مسيرته الاحترافية في سنة 1966. تم اختياره من قبل فريق واشنطن ويزاردز خلال الدرافت. يبلغ طوله 6 قدم 7 بوصة (2.0 م). اعتزل اللعب في 1973.

## المسيرة الاحترافية
لعب مع إنديانا بايسرز من سنة 1967 إلى 1969، ثم لعب مع كارولاينا كوغارز من سنة 1969 إلى 1971، ثم لعب مع إنديانا بايسرز في موسم 1972–1973.

## روابط خارجية
- جورج بيبلز على موقع سبورتس رفرنس (الإنجليزية)
- جورج بيبلز على موقع كلية كرة السلة في سبورتس رفرنس.كوم (الإنجليزية)
- جورج بيبلز على موقع ريلجم (الإنجليزية)
- جورج بيبلز على موقع بروبوليرز (الإنجليزية)